# MVT

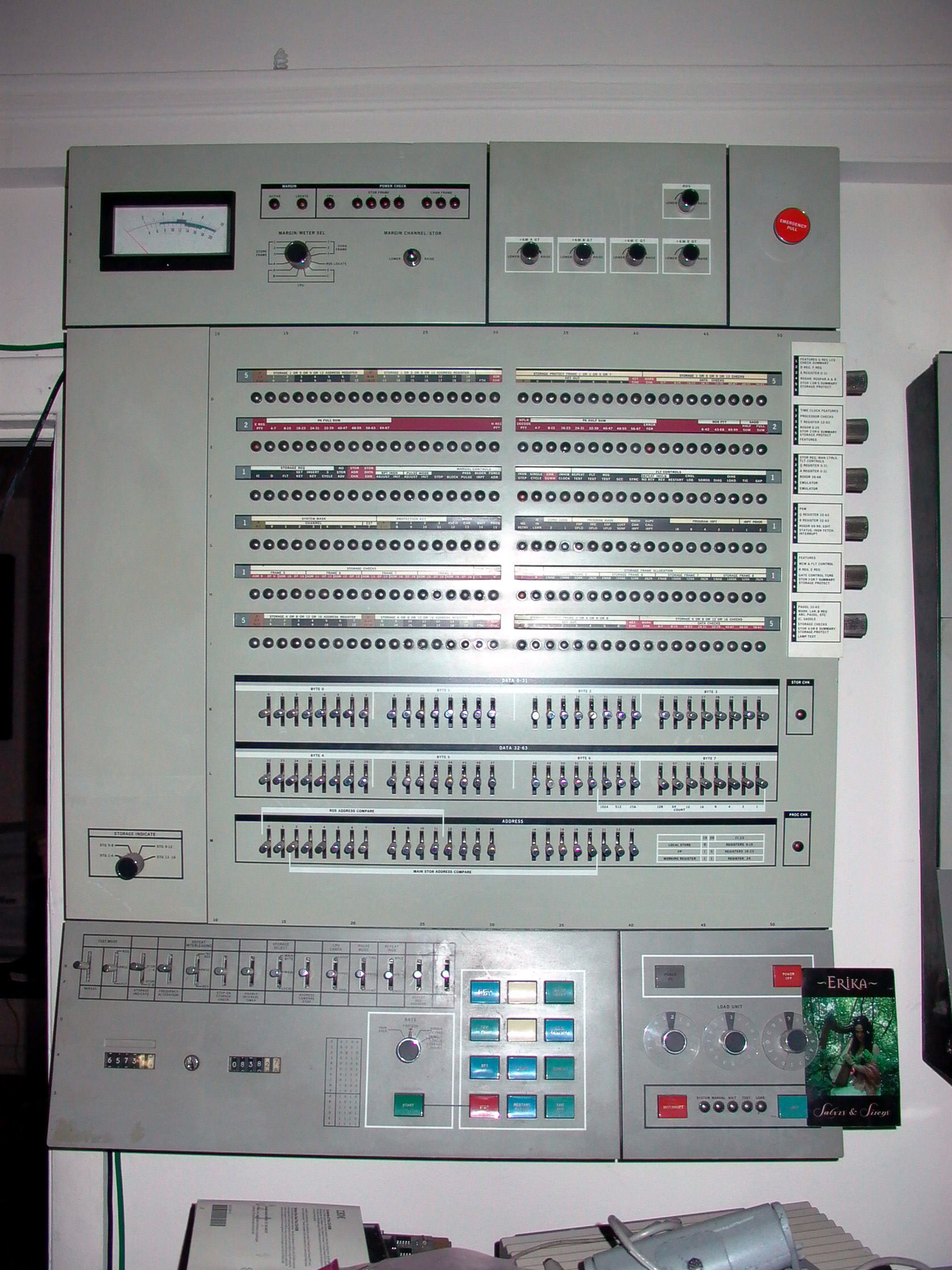
Systémová konzole pro System/360 Model 65.

MVT (anglicky Multiprogramming with a Variable number of Tasks, tj. multiprogramování s variabilním počtem úkolů) je v informatice označení pro variantu operačního systému (resp. řídícího systému) OS/360 od firmy IBM z roku 1964. Umožňoval současný běh více úloh dle aktuální potřeby, přičemž jednotlivé úlohy se na procesoru střídaly (tzv. změna kontextu).

## Charakteristika
MVT bylo rozšíření kontrolního programu (anglicky Primary Control Program, zkratka PCP), které umožňovalo spouštět v počítači více úloh zároveň až do zaplnění operační paměti bez omezení na počet běžících úloh. Operační paměť byla programu přidělena podle jeho požadavků při startu, přidělována byla tedy dynamicky. MVT bylo následníkem varianty MFT, která pracovala s pevně daným maximálním počtem úloh a pevně danými velikostmi bloků paměti pro tyto úlohy.

## Historie
MVT byla nejpokročilejší ze tří dostupných konfigurací v řídícím programu OS/360. Bylo určeno pro největší stroje rodiny, systému/360. Představen byl v roce 1964, ale k dispozici byl jen do roku 1967. Verze měla mnoho problémů a tak byl používán starší a jednodušší MFT, který sloužil ještě mnoho let. V pozdějších desetiletích se MVT vyvinul v MVS, poté v OS/390 a nyní v z/OS. Oficiálně nebyly PCP, MFT a MVT oddělené operační systémy, ale tři různé varianty téhož kódu systému OS/360. Přesto je manažeři považovali za samostatné operační systémy a odkazovali na ně jako na OS/360, OS/MFT a OS/MVT.